# 假記者
假記者是指冒充記者的行為，常見於敲詐勒索案件和狂熱追星族的行為，在香港反修例運動當中也有被指為假記者的事件。

## 香港記者的定義
與新加坡，美國，英國類似，香港記者一直以來並不需要取得政府發出的記者證也可從事新聞採編活動。另外，香港沒有任何面向記者的官方發牌制度。

### 香港法例與官方參考
本地電子傳媒受《廣播條例》（562章） 和《電訊條例》（106章） 的發牌制度規管；而報刊則根據《本地報刊註冊條例》（香港法例268章）及《報刊註冊及發行條例》（268B章）註冊及發行。根據法例，「報刊」指公眾可得到的任何報章或其他刊物及其增刊，而該報章載有新聞、消息、事件，或載有任何與該等新聞、消息或事件有關或與公眾所關注的任何其他事宜有關的按語、論述或評論，及為銷售或免費分發而印刷或製作，並以定期（不論是每半年、每季、每月、每兩周、每周、每日出版一次或按其他刊期出版）或分輯或分期的方式每相隔不超過六個月出版一次 。
另一個官方準則是參考政府新聞處的新聞發布系統（GNMIS）。截至2019年9月24日，共有206已登記傳媒，包括本港及駐港海外報紙、電視台、電台、通訊社及網媒等，當中包括30多間純網媒。不過，該系統只作發布政府新聞稿及消息的用途，並不能視作官方定義。
還有一個官方準則是參考警方《警察通例》中有關「傳媒代表」的定義。根據2020年9月最新修訂的《通例》，持有下列機構所發出的身分證明文件的記者、攝影師及電視台工作人員，均獲視為「傳媒代表」：已登記政府新聞處新聞發布系統（GNMIS）的傳媒機構；或國際認可及知名的非本地新聞通訊社、報章、雜誌、電台和電視廣播機構。不過，相關指引只供警務人員參考，同樣不能視作官方定義。

### 香港業界參考
新聞業界組織香港記者協會（下稱「記協」）認為任何人只要身處公眾地方，不論是新聞工作者或是普通市民，均有採訪新聞的權利。2020年5月15日，記協發出聲明，認為要判斷一個是可記者，首要考慮是其在現場是否進行採訪工作，而非單憑他們身上的證件、衣着或裝備。
參見新聞業界內註冊工會「香港記者協會」發出會員證的要求，其「正式會員」必須以「新聞工作」為主要收入來源，而新聞工作定義為受僱於本港傳媒或在港從事傳媒工作，包括於報章、期刊、雜誌、本地及國際新聞通訊社、電台、電視、或數碼新聞平台出任記者、攝影師、美術工作者或編輯；全職自由撰稿人；或從事職前和在職新聞工作訓練等。而正在接受新聞工作培訓或為學徒者，則可加入成為「學生會員」。不過，組織亦設有「公關會員」及「附屬會員」制度，讓並非以新聞工作或記者的收入作為主要收入來源的人，或受僱於公共關係行業及資訊服務的僱員加入其組織。截至2019年9月12日，該組織共有約580名會員，共發出80張記協記者證。不過，相關組織並不代表整個新聞業界，故未能作為業界的標準定義。

### 其他參考資料
對於記者是否應被定義或設下標準，2020年8月美國俄勒岡州上訴法院一宗暫緩記者保護令的判詞中曾提及此議題。2020年，當地爆發連場「Black Lives Matter」相關的示威，執法人員與記者多次發生衝突，有記者向法庭對執法部門興訟。2020年8月，區域法院批出一道臨時禁制令，指除非有合理根據相信該人已犯罪，否則禁止執法機構對採訪中的記者作出拘捕、威嚇拘捕、使用武力及驅散，並禁止因記者拒絕被驅散而作出拘捕。當地政府之後上訴，申請暫緩執行有關禁令。上訴庭批准暫緩執行，並指出有關決定是考慮到禁制令會限制執法部門驅散和拘捕權力，同意政府所指，如未能清晰界定誰可被稱為記者，會對執法人員造成無法挽回的傷害。

## 香港與假記者有關的新聞

### 2019年8月 有人於街上拾獲假記者證
2019年8月5日，《Campus TV, HKUSU 香港大學學生會校園電視》報道，有人於街上拾獲一張寫有「《澳門論壇日報》LO Ho-yin」的記者證，該記者證同時覆蓋另一張寫有「《大公報》記者盧永賢」的記者證。《澳門論壇日報》（Jornal Tribuna de Macau）其後發聲明指出，該媒體從未發出過類似的工作證，並與證件中的人士沒有任何工作關係。記協就事件向警方報案。未知是否有人曾經使用該證件假冒記者。

### 2019年8月 男子假冒NOW記者於示威現場拍攝
NOW新聞台曾發現有人假冒其採訪人員現身示威現場。2019年8月15日，NOW新聞台發聲明指出，發現有人身穿印有 Now TV 字樣的橙色背心，在大型公眾活動上拍攝，NOW新聞台澄清該人並非Now 新聞部及 Now TV 的員工。聲明中附上三張涉事男子的相片，可見該名男子身穿橙色背心，背心上印有黑色的「Now TV」標誌以及「media」字樣，他站在記者及警察之間，舉起相機拍攝。

### 2019年8月 國難五金拘八人檢記者證
2019年8月31日，有示威者發起遊行，警方接報指西營盤第三街一個地舖單位外擺放可疑物品，遂到場調查。警方在單位內外檢獲渠水、斧頭、棒球、強力吹風機、噴壺等物品，當中包括12張記者證。該單位「國難五金」的負責人接受訪問時聲稱，其集團正籌備組織網絡媒體，相關記者證是樣本，他們未曾使用。

### 2020年9月 鄧炳強在區議會上稱曾有黃背心人士涉襲警
鄧炳強在9月出席油尖旺區議會，在會議上提及2020年1月27日警方在旺角進行巡邏期間曾截查兩名穿著黃色背心的人士。在盤問之下，二人未能出示任何記者證明文件，其中一人更因藏有避彈衣及鐳射槍被捕。